# Andorra nos Jogos Olímpicos de Verão de 1980
Andorra competiu nos Jogos Olímpicos de Verão de 1980 em Moscou, União Soviética. Em apoio parcial ao boicote aos Jogos Olímpicos de Verão de 1980, Andorra competiu sob a bandeira olímpica em vez de usar sua bandeira nacional.

## Resultados por Evento

### Tiro
- Francesc Gaset Fris
- Joan Tomas Roca